# Praia Grande (Praia da Vitória)

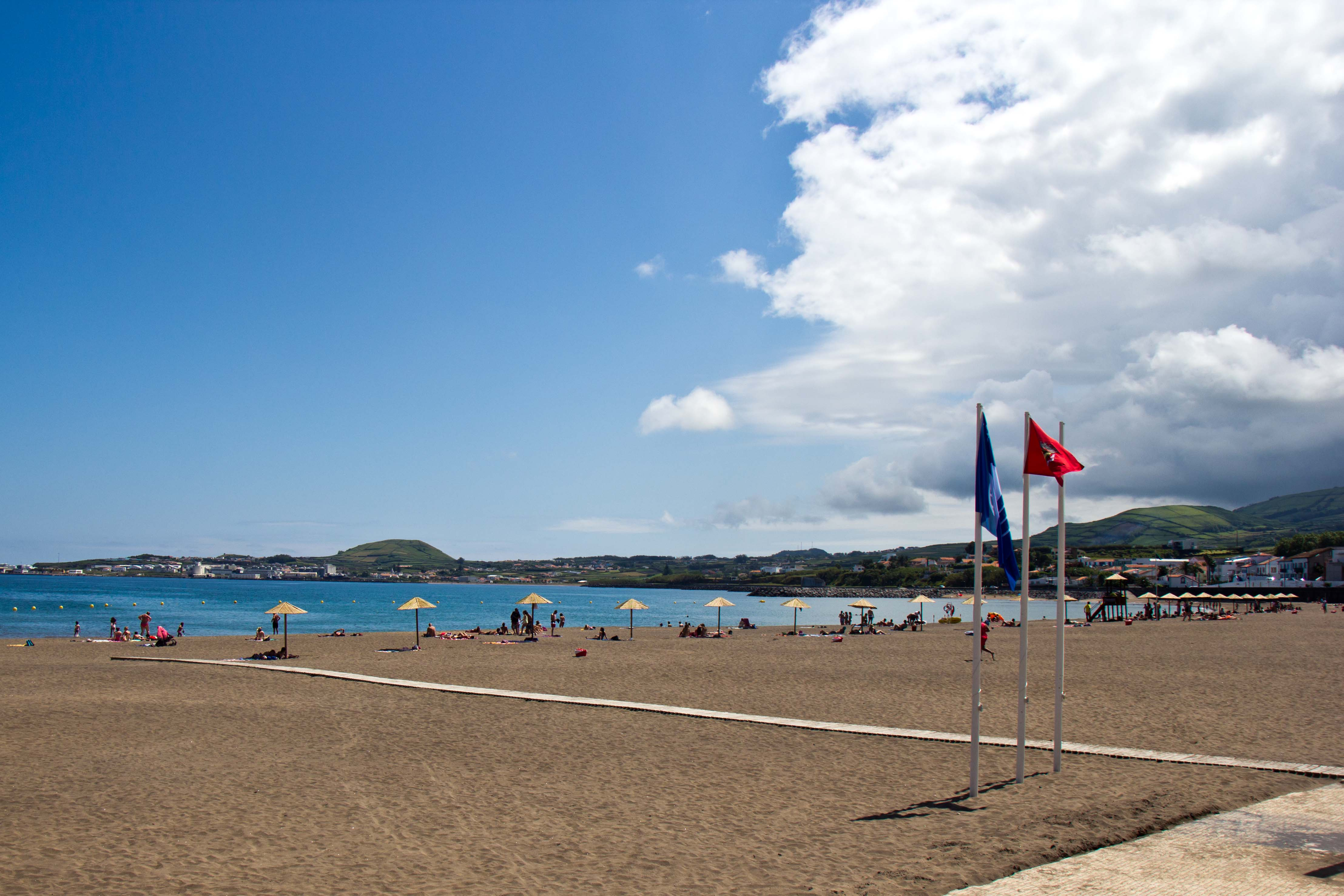
Praia Grande
A Praia Grande fica situada na baía da cidade da Praia da Vitória, junto à Marina da mesma. Esta praia tem ostentado nos últimos anos o galardão de Bandeira Azul. Dispõe de chuveiros, bares, parque de estacionamento e acesso para pessoas com mobilidade reduzida.

## Ver também

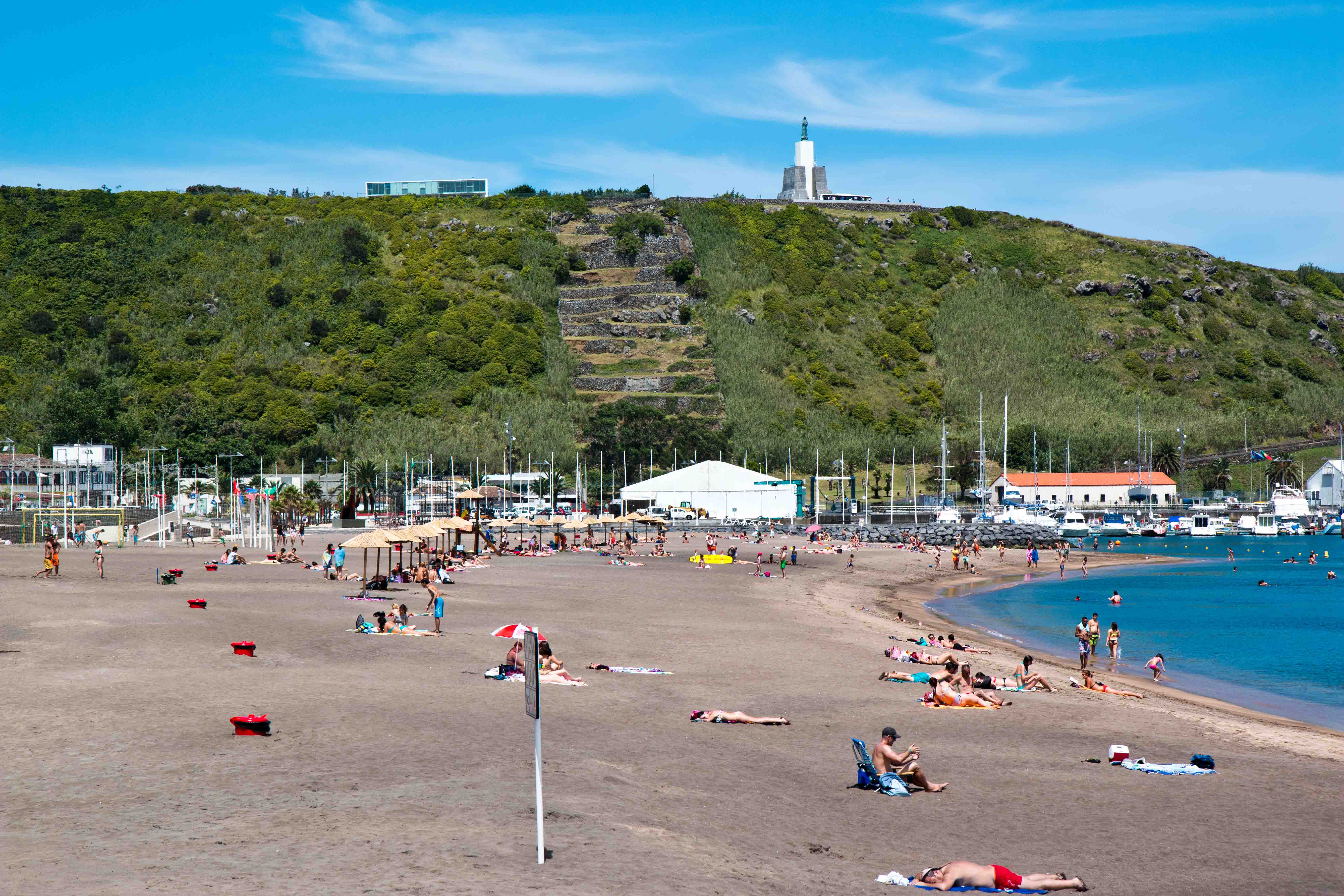
Praia Grande